# Lucía Palladi
Lucía Palladi y Callimachi fue una noble moldava del siglo XIX.

## Biografía

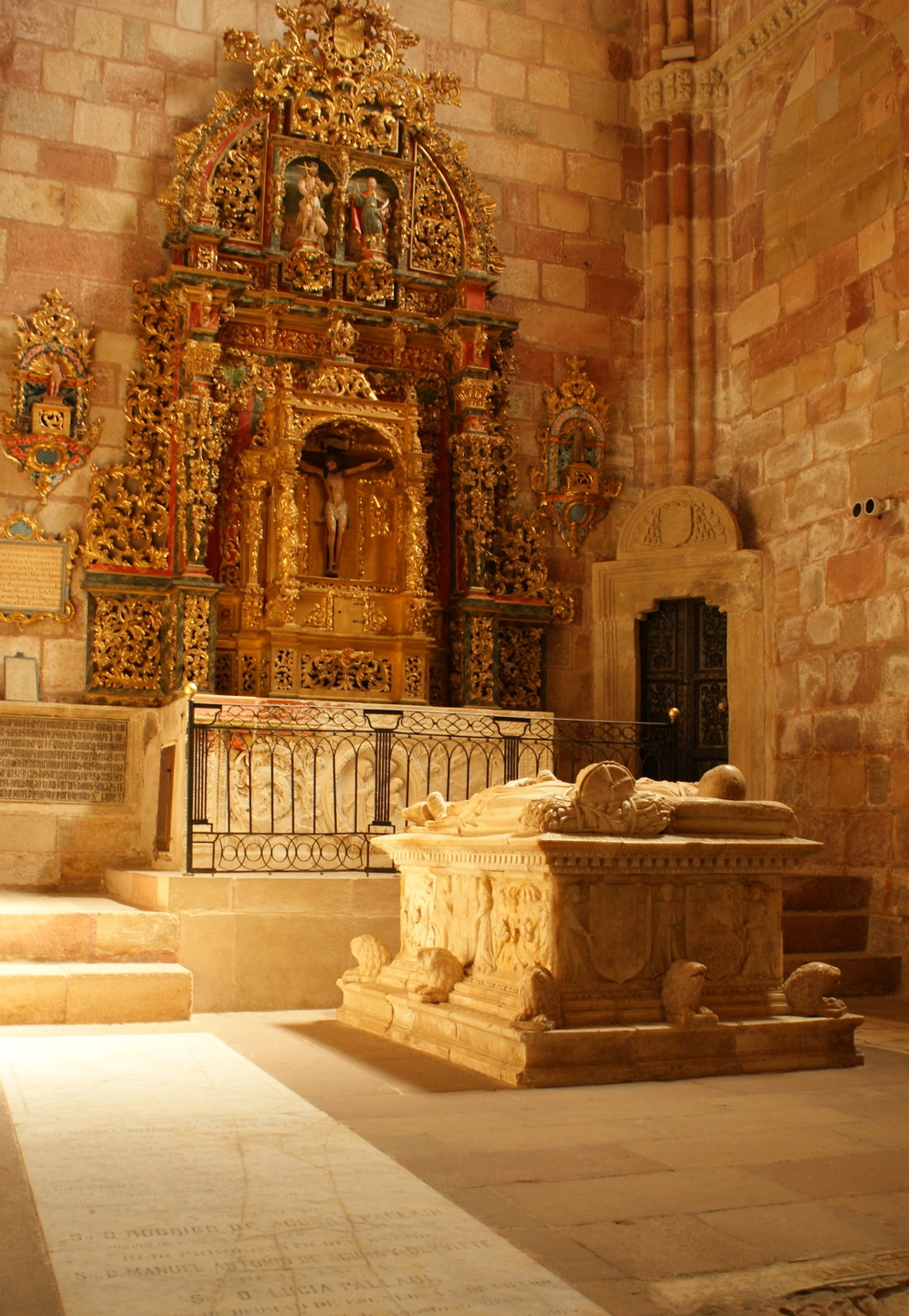
Capilla del Doncel de la catedral de Sigüenza, con las tumbas de los marqueses de Bedmar.

Nació en Constantinopla, hija del hetman moldavo Constantin Paladi y de Roxandra Callimachi (Ralu). Princesa viuda de Cantacuzeno, contrajo segundo matrimonio en París en 1842 con Manuel Antonio de Acuña y Dewitte, marqués de Bedmar. De este matrimonio nació en Viena, el 21 de agosto de 1843, Rodrigo de Acuña y Palladi.

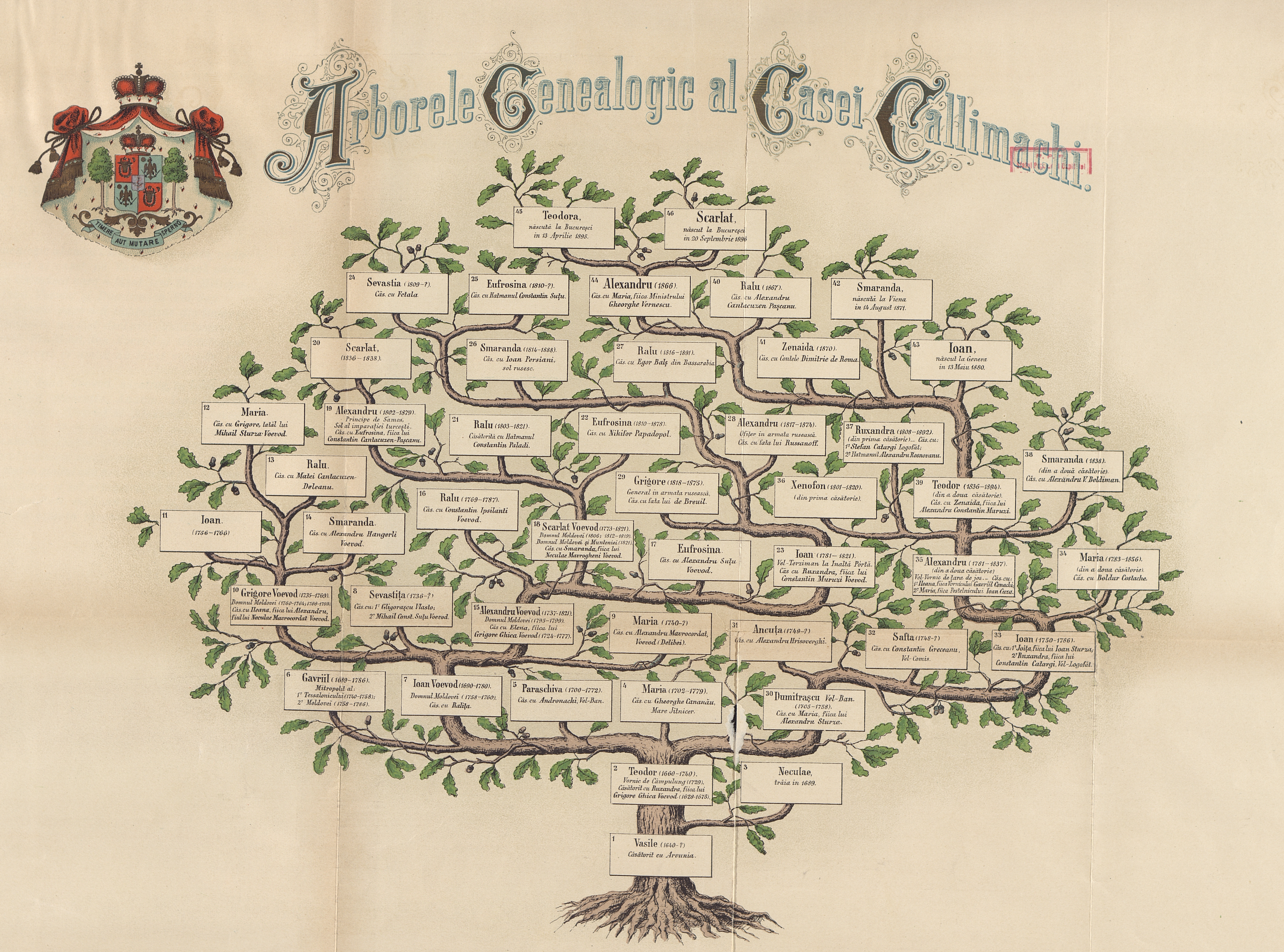
Árbol genealógico de la familia Callimachi.

Fue nombrada dama de la reina Isabel II el 6 de septiembre de 1848. Conocida con sobrenombres como «la dama griega» y «la muerta», Palladi, que fue amor platónico de un joven Juan Valera durante la estancia de este en Italia, falleció en Nápoles el 24 de febrero de 1860. Fue enterrada en la catedral de Sigüenza, junto a su segundo esposo.